# إكراش
قرية إكراش هي إحدى القرى التابعة لمركز ديرب نجم في محافظة الشرقية في جمهورية مصر العربية. حسب إحصاءات سنة 2006، بلغ إجمالي السكان في أكراش 8614 نسمة، منهم 4490 رجل و4124 امرأة.

## التاريخ
ذكرها علي مبارك في كتابه الخطط التوفيقية، حيث ذكر أنها من قرى مديرية الدقهلية بمركز السنبلاوين، وأنها تقع شرقي ديرب نجم بنحو 5 كيلومترات، وأن بها جامع وأكثر أهلها من المسلمين، ومهنة أهلها الزراعة.